# Río Louro (vattendrag i Spanien, Provincia de Pontevedra)
Río Louro är ett vattendrag i Spanien.   Det ligger i provinsen Provincia de Pontevedra och regionen Galicien, i den nordvästra delen av landet, 400 km väster om huvudstaden Madrid.